# フレデリック・ポンソンビー (第6代ベスバラ伯爵)

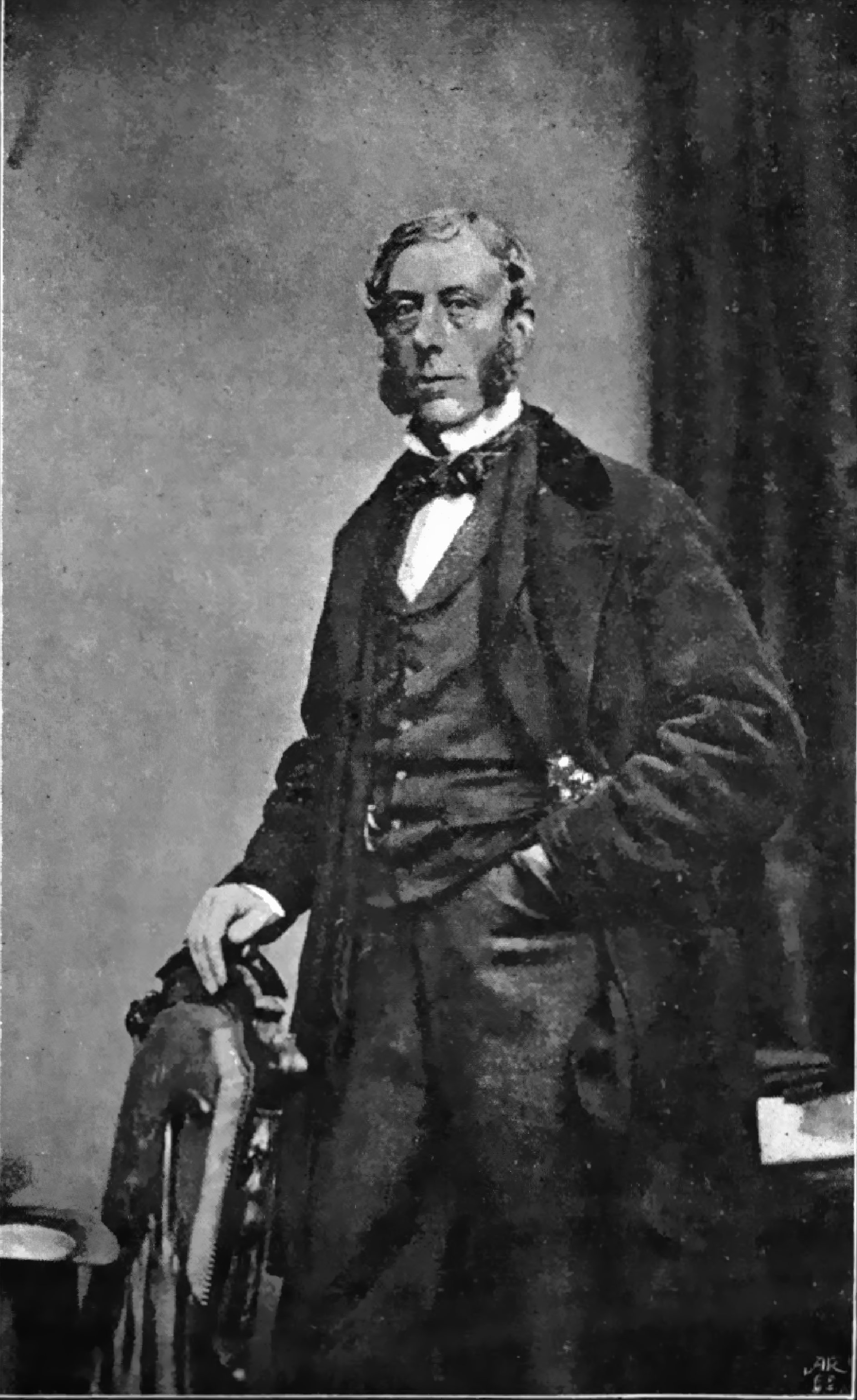
第6代ベスバラ伯爵

第6代ベスバラ伯爵フレデリック・ジョージ・ブラバゾン・ポンソンビー（英: Frederick George Brabazon Ponsonby, 6th Earl of Bessborough、1815年9月11日 – 1895年3月11日）は、イギリスの貴族、アイルランドの地主。アイルランドの土地制度を調査したベスバラ委員会の主席であり、委員会の報告書は1881年土地法が提出・可決されるきっかけとなった。政治以外ではクリケット選手であり、1845年にジョン・ロレーン・ボールドウィンとともにクリケット・クラブのイ・ツィンガリを設立したことで知られる。

## 生涯

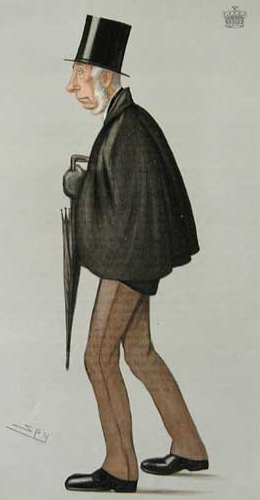
『バニティ・フェア』1888年10月20日号におけるカリカチュア、レスリー・ウォード画。

第4代ベスバラ伯爵ジョン・ウィリアム・ポンソンビーと妻マリアの息子として、1815年9月11日にロンドンで生まれた。1830年から1833年までハーロー校で教育を受けた後、1834年2月1日にケンブリッジ大学トリニティ・カレッジに入学、1837年にM.A.の学位を修得した。同年5月24日にリンカーン法曹院に入学、1840年6月15日に弁護士資格免許を取得した。
ハーロー校在学中よりクリケット選手であり、1832年8月3日にローズ・クリケット・グラウンドで行われた対イートン・カレッジ戦に出場した。ケンブリッジ大学では1836年の大学クリケット対抗戦に出場した。弁護士になった後も試合に出場したが、1843年に腕を負傷した以降は公式戦の出場を諦めた。負傷以降は主催側に転じ、1845年にジョン・ロレーン・ボールドウィンとともにイ・ツィンガリを設立し、同年から1895年に死去するまでサリー州クリケット・クラブ副会長を務めたほか、メリルボーン・クリケット・クラブの委員会の委員を務めた。ハーロー校のクリケット・チームの監督も務め、『英国人名事典』は対イートン、ウィンチェスターの勝利がポンソンビーの指導によると評価した。このほか、アマチュアの俳優・劇作家でもあり、1842年よりカンタベリー・クリケット・ウィークで演劇を上演したオールド・ステイジャーズの創設者の1人だった。
1880年1月28日に兄ジョン・ジョージ・ブラバゾンが死去すると、ベスバラ伯爵位を継承、家領のキルケニー県ピルタウンに住むようになった。貴族院では自由党に属した。同年6月にベスバラ委員会（Bessborough Commission）の座長に任命され、1880年9月から1881年1月まで1870年アイルランド土地法の施行状況を調査して報告書を提出した。委員会の委員5名（ベスバラを含む）のうち、2名がベスバラの報告書に同調したが、アーサー・マクマロー・カヴァナーとチャールズ・オーウェン・オコンナーは反対して、それぞれ自身の報告書を提出した。ベスバラの報告書を受けて、首相ウィリアム・グラッドストンは1881年4月にアイルランド土地法案を提出、8月に可決させた。『オックスフォード英国人名事典』はベスバラ伯爵が法廷弁護士で、自身とフィッツウィリアム伯爵家の領地を管理した経験があったことから、座長に適任であると評価し、『アイルランド人名事典』は1881年土地法を19世紀のアイルランド土地法で最も広範囲に及ぶ改革だったと評価した。
1881年にキルケニー県の巡回裁判官および副統監に就任、1895年に死去するまで務めた。1883年時点でキルケニー県に約24,000エーカー、カーロウ県に約10,600エーカー、ティペラリー県に約200エーカー、レスター州に約700エーカーの領地を所有し、合計で年収22,384ポンドに相当した。地主としては公平で情け深いと評価されたほか、ロイヤル・ダブリン・ソサエティ委員を務めた。
1893年にグラッドストンがアイルランド自治法案を提出したときは棄権した。
1895年3月11日にメイフェアのグリーン・ストリート45号で気管支炎により死去、19日にキルケニー県ピルタウンのベスバラ・ハウスに埋葬された。生涯未婚であり、爵位は弟ウォルター・ウィリアム・ブラバゾンが継承した。

## 人物
6フィートの高さ、やせてとがった顔、憂鬱な目という見た目であり、『オックスフォード英国人名事典』から「まごうことなきポンソンビー家の人」と評された。